# Linton Hall
Linton Hall is een plaats (census-designated place) in de Amerikaanse staat Virginia, en valt bestuurlijk gezien onder Prince William County.

## Demografie
Bij de volkstelling in 2000 werd het aantal inwoners vastgesteld op 8620.

## Geografie
Volgens het United States Census Bureau beslaat de plaats een oppervlakte van
21,4 km², geheel bestaande uit land.

## Plaatsen in de nabije omgeving
De onderstaande figuur toont nabijgelegen plaatsen in een straal van 8 km rond Linton Hall.